# التحالف الوطني لدعم الشرعية
التحالف الوطني لدعم الشرعية هو تحالف سياسي مصري، يتكون من قوى إسلامية وأحزاب سياسية وشخصيات عامة وممثلين عن طلاب مصر وعمالها والنقابات العمالية ونقاباتها المهنية ونوادي أعضاء هيئات التدريس في جامعات مصر وائتلاف القبائل العربية في مطروح وسيناء والصعيد وممثلين عن الضباط المتقاعدين واتحاد شباب الثورة ومجلس أمناء الثورة. يعد التحالف معارضاً لانقلاب 3 يوليو 2013.

## الأهداف
أعلن التحالف في بيان له أن هذا التحالف «سيتولى تنسيق الجهود النبيلة الرامية لحفظ كرامة الوطن وحماية إرادته الشعبية، وإدارة الوقفات السلمية المليونية والاعتصامات في ميادين مصر بهدف التأكيد على نبذ العنف ومقاومة البلطجة وحماية مصر واختيارات شعبها».
وأوضح البيان أن سبب تكوين هذا التحالف هو إيمان أعضائه «بحق الشعب المصري الأصيل في حماية مكتسباته الديمقراطية، وحراسة ثورته المباركة التي سالت لأجلها الدماء الزكية في ثورة يناير المجيدة في ظل ما يجري من محاولات آثمة من فلول النظام السابق وجحافل بلطجيته للانقضاض على الشرعية، مستعينين بكل أنواع السلاح الممول من رجال أعمال فاسدين سرقوا قوت الشعب».

## الأحزاب والهيئات السياسية
- مظاهرة ضد الانقلاب في كارديف، المملكة المتحدة في 21 سبتمبر 2013.حزب البناء والتنمية
- حزب الحرية والعدالة
- حزب العمال الجديد
- حزب الفضيلة
- حزب الإصلاح
- حزب التوحيد العربي
- الحزب الإسلامي
- حزب الوطن -انسحب لاحقا (2014)
- حزب الوسط -انسحب لاحقا (2014)
- حزب الراية
- حزب العمل
- الجبهة السلفية

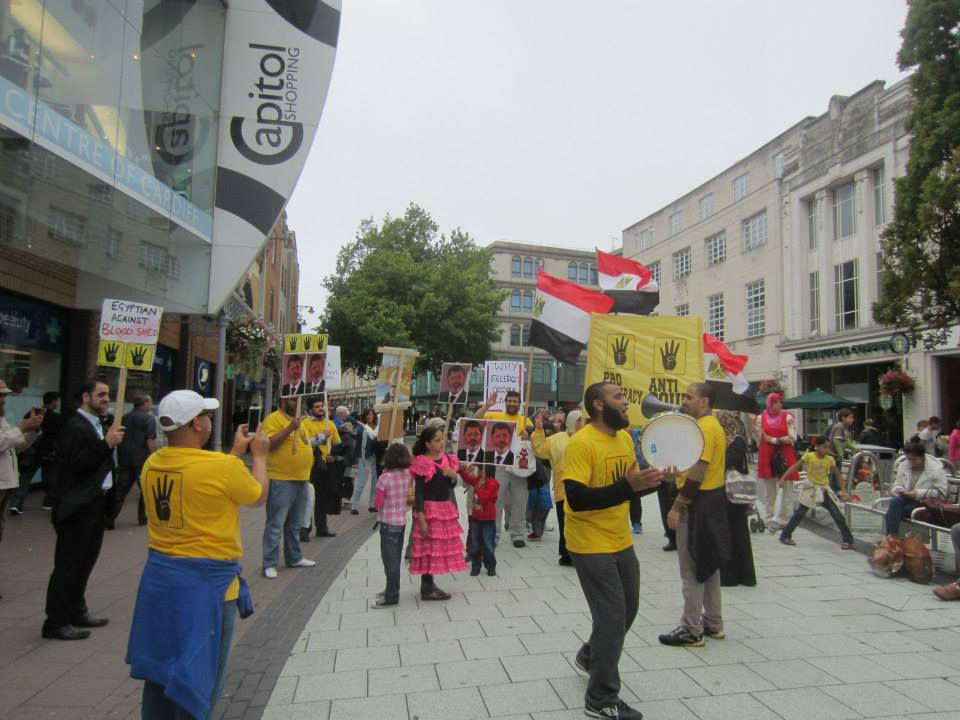
مظاهرة ضد الانقلاب في كارديف، المملكة المتحدة في 21 سبتمبر 2013.

- اتحاد النقابات المهنية (ويضم 24 نقابة مهنية)
- اتحاد طلاب جامعة الأزهر
- ضباط متقاعدين ومحاربين قدماء.